# کوس (ساز)

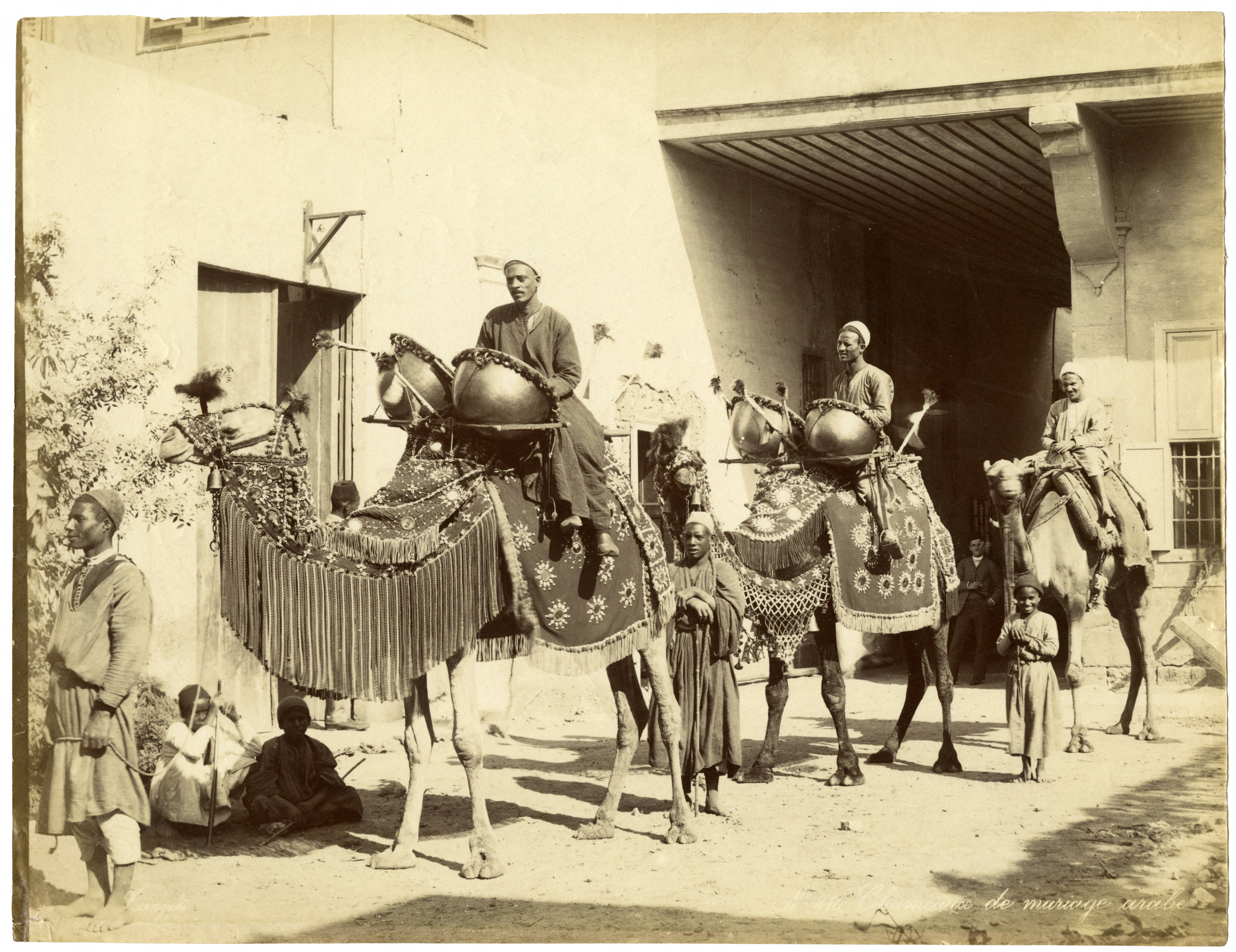
طبل شتر در قاهره

کوس یا کوست یکی از سازهای عمده نظامی قدیم ایران بوده‌است. کلمه کوس به معنی فرو کوفتن است و در زبان فارسی به صورت مصدر هم بکار برده شده است کوستن به معنی کوفتن و زدن است. در کتاب‌های لغت آن را به طور اجمال به دهل و طَبل و نقارهٔ بزرگ تعریف کرده‌اند ولی تفاوتش با سازهای دیگر ضربی این بوده که بدنهٔ آن به شکل کاسه یا نیم کاسه بوده‌است. این آلت ضربی عظیم را معمولاً روی شتر یا فیل می‌بستند و می‌نواختند. کوس بزرگ‌ترین ساز از خانوادهٔ آلات موسیقی کوبه‌ای است که در ساختمان آن پوست بکار رفته‌است. این ساز تشکیل می‌شود از کاسه‌ای بزرگ از روی و مس که بر دهانهٔ آن پوست خام گاومیش یا گاو برکشیده‌اند.
در اعصار مختلف و مواضع گوناگون کوس از لحاظ جنس کاسه و پوست و کوبه تغییر کرده‌است ولی درهمه حال ساختمان ظاهری آن یکسان مانده‌است. گاه کاسهٔ آن را از روی ساخته و آن را کوس رویین نام نهاده‌اند و گاهی کاسه را از طلا ساخته و دربارگاه سلاطین نواخته و نامش را کوس زرین نام نهاده اند. در میان آلات موسیقی رزمی این ساز اعتبار و حرمت بیشتری داشته و چنان که پیداست هر فرماندهی یا هر امیری بی‌اجازه حق داشتن کوس و نواختن آن را در محیط فرماندهی یا سراپرده خویشتن نداشته‌است.
برخی از شعرا از جمله فردوسی کوس را به صورت کوست بکار برده‌اند.
| دلیران نترسند ز آواز کوست |  | که آنجا دوچوب است و یک پاره پوست |

فردوسی
نمونه ای دیگر از استفاده واژه کوس توسط فردوسی 
دلیری کجا نام او اشکبوس         همی برخروشید، برسان کوس